# Трес
Трес (исп. tres, три) — разновидность гитары, распространённая на Кубе и в Пуэрто-Рико. Несмотря на общее происхождение и одинаковое название, кубинская и пуэрто-риканская версии треса имеют значительные различия. В ранних версиях трес имел три струны; современный же кубинский вариант треса имеет шесть попарно сгруппированных струн, а пуэрто-риканский — девять, сгруппированных по три. Трес обладает характерным, несколько металлическим звучанием. Играют на нём при помощи плектра, причём играющего на тресе кубинцы называют «тресеро» (tresero), а пуэрториканцы — «тресиста» (tresista).

## Происхождение
Поскольку острова Карибского бассейна колонизировались испанцами, неудивительно, что с ними на Карибы проникли и многие испанские музыкальные инструменты. Одним из них была гитара, ставшая очень популярной на островах и давшая жизнь множеству разновидностей. По самым скромным подсчётам, от испанской шестиструнной гитары произошли четыре карибских инструмента: рекинто, бордонуа, куатро и трес, каждый из которых имеет своё уникальное звучание — вследствие иных материалов, нежели применявшиеся при изготовлении гитар в Испании, а также в связи с иной настройкой латиноамериканских гитар по сравнению с классическими.

## Кубинский трес
Трес, считающийся национальным инструментом Кубы, сохранил свою популярность до наших дней. Его легко отличить от классической гитары благодаря чуть меньшему размеру и более высокому, слегка металлическому звучанию. В ранних версиях трес имел три одинарных струны, которые настраивались в ре минор: «D» («ре»), «F» («фа») и «A» («ля»). Современный трес имеет шесть струн, настроенных попарно в до мажор: «G» («соль») в октаву, «C» («до») в унисон и «E» («ми») в октаву. Трес считается одним из ключевых инструментов кубинского сона.
В отличие от многих разновидностей латиноамериканской гитары, ставших в наше время анахронизмами и используемых лишь фольклорными ансамблями, трес сохранил своё место в современной латиноамериканской музыке и поныне. Ключевая заслуга в этом принадлежит легендарному кубинскому музыканту — Арсенио Родригесу, которому приписывают, помимо прочего, создание современного музыкального строя треса. Именно благодаря ему трес сегодня входит в состав многих ансамблей, исполняющих современную латиноамериканскую музыку, в частности — сальсу.

## Пуэрто-Рико
Кроме Кубы трес распространён в Пуэрто-Рико, однако там он имеет несколько иную форму корпуса и другое количество струн. Тем не менее, трес в этой стране не пользуется такой популярностью, как на Кубе, — из-за наличия в Пуэрто-Рико собственного варианта гитары, который называется куатро.